# Oxford Playhouse

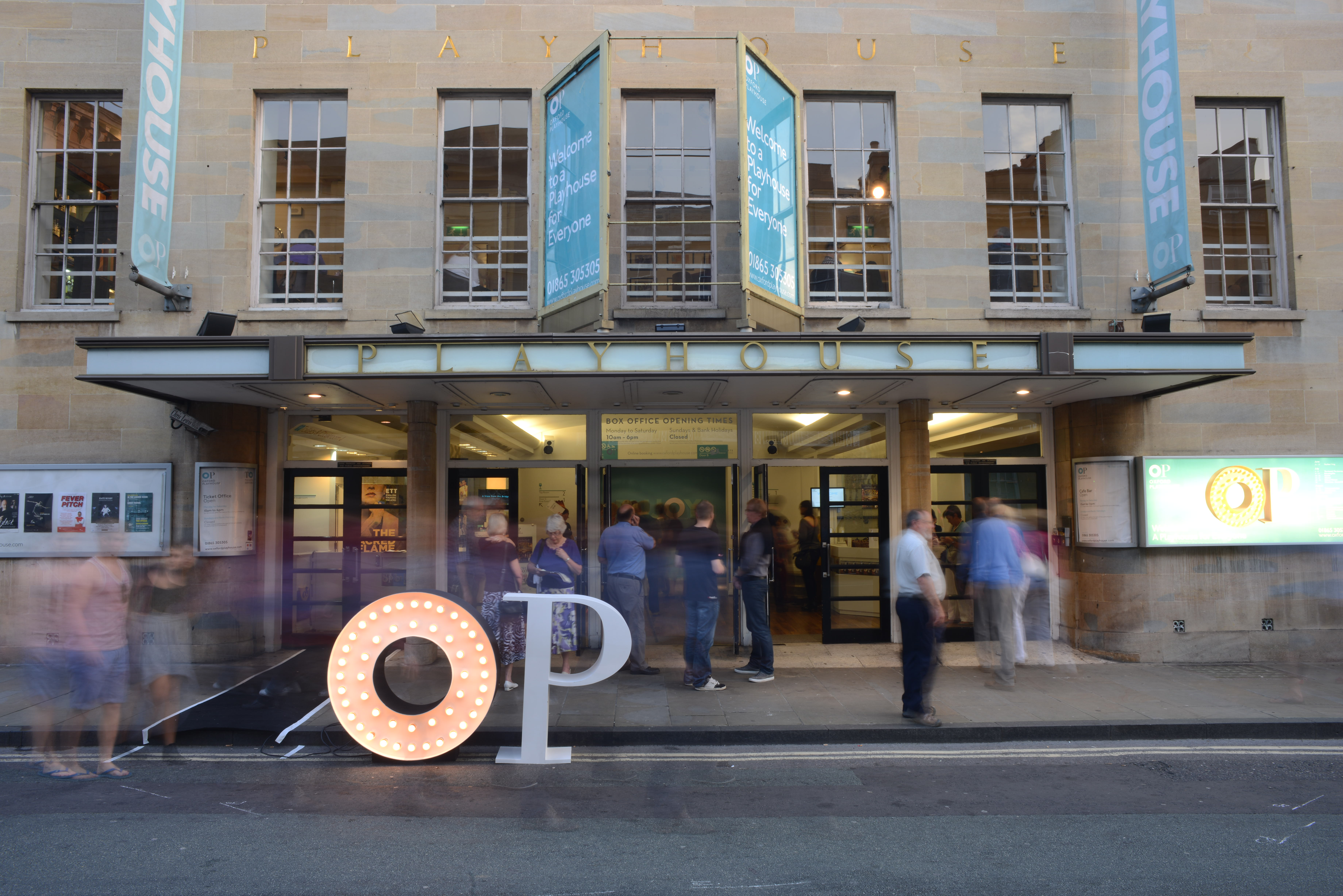
Entrata del teatro

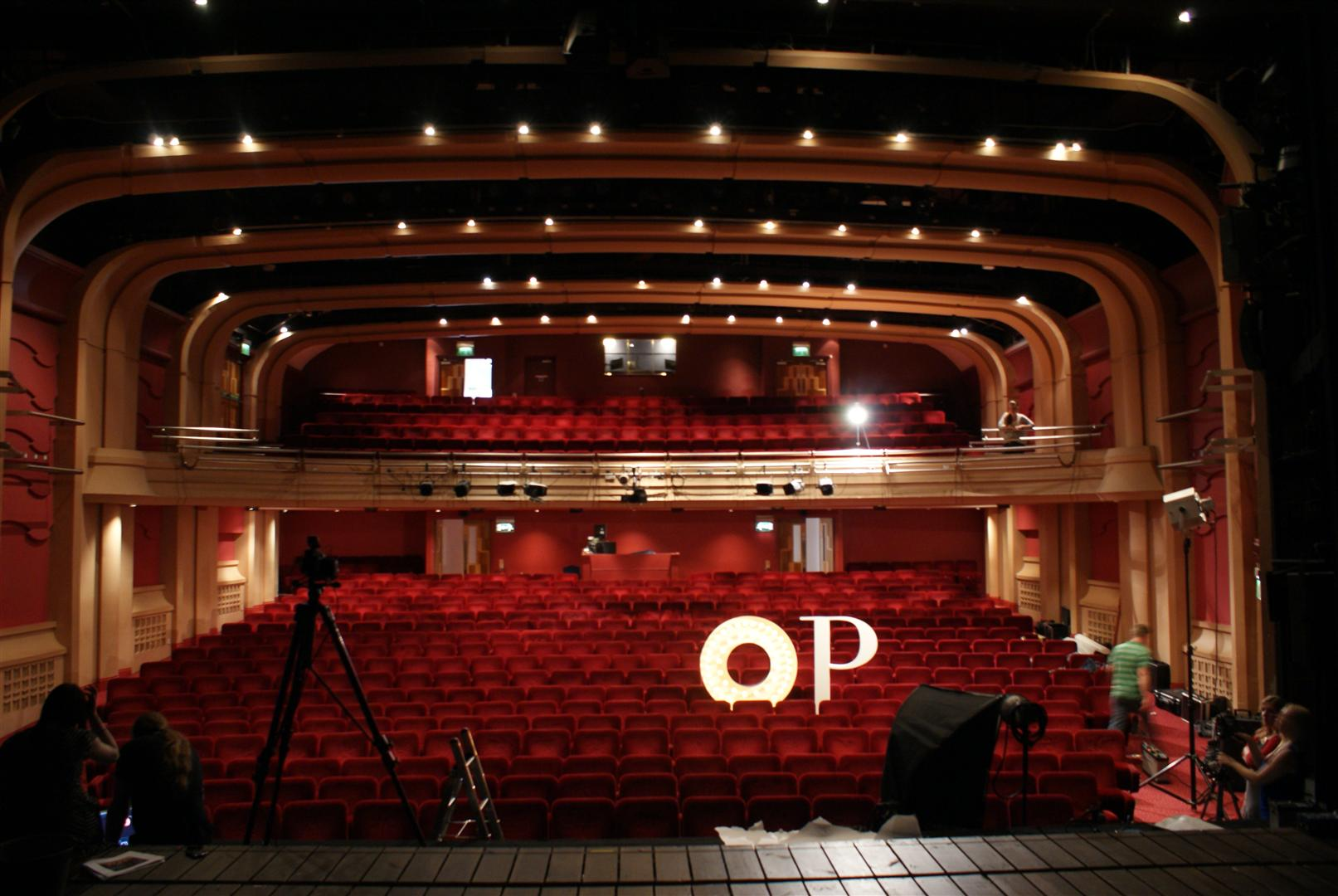

L'Oxford Playhouse è un teatro di Oxford, situato nella centrale Beaumont Street di fronte all'Ashmolean Museum.

## Storia
Fu fondato nel 1923 da James Bernard Fagan con il nome The Red Barn e l'edificio originale si trovava nella periferia settentrionale di Oxford. Nel 1938 fu trasferito nella struttura attuale, progettata dall'architetto Edward Maufe. L'edificio è rivestito da lastre in pietra, come diversi altri palazzi costruiti nei primi anni dell'Ottocento in stile Regency nella stessa via.
La storia dei primi anni del teatro è documentata nel libro The Other Theatre di Norman Marshall, che fu regista teatrale al Playhouse. Avvenimenti più recenti relativi alla struttura sono trattati nel libro del 2008 Oxford Playhouse: High and Low Drama in a University City di Don Chapman . Tra i vari attori che si sono esibiti nel teatro vi sono Rowan Atkinson, Ronnie Barker, Dirk Bogarde, Judi Dench, John Gielgud, Ian McKellen, Dudley Moore, Bill Hicks e Maggie Smith. Susannah York diede l'addio ai palcoscenici nel 2010 recitando in Quartet di Ronald Harwood. Un altro famoso regista del Playhouse fu negli anni sessanta il greco Minos Volanakis.
Nel 1961 l'Università di Oxford ha rilevato il contratto di affitto dell'edificio e da allora la sezione teatrale dell'ateneo organizza rappresentazioni al Playhouse. Una delle produzioni più famose fu il Dr Faustus del 1966 organizzato dalla Dramatic Society dell'Università di Oxford, quando insieme agli studenti recitarono Richard Burton e Elizabeth Taylor. Negli anni successivi la coppia ha contribuito a finanziare un laboratorio teatrale studentesco da cui sarebbe nato il Burton Taylor Studio, un auditorium con 50 posti a sedere che si trova oggi nella vicina Gloucester Street. Nel 1967 vi fu al Playhouse una delle prime esibizioni teatrali di David Bowie, nello spettacolo Pierrot in Turquoise di Lindsay Kemp.
Il Playhouse ha avuto nel corso degli anni frequenti problemi finanziari, in particolare nel 1987, quando si era resa necessaria una ristrutturazione ma la mancanza di fondi ne causò la chiusura. Fu riaperto nel 1991 al termine di una campagna di fundraising e di un sostanziale ammodernamento.

## Il Playhouse oggi
Proprietaria del teatro è un'organizzazione di beneficenza, che lo gestisce con personale professionale e un gruppo di registi. Oltre ad alcuni tra i migliori drammi britannici e internazionali, si tengono al Playhouse spettacoli di locali artisti dilettanti, concerti musicali, spettacoli di danza moderna, commedie e letture di poesia e prosa. Si producono spettacoli propri che vengono rappresentati nel teatro stesso e in altri teatri nazionali. Ogni anno sono circa 15.000 le persone che contribuiscono con discussioni dopo gli spettacoli, laboratori teatrali, condividendo esperienze di lavoro e nelle locali associazioni teatrali giovanili.